# Coupe Memorial 1945
Navigation
Édition précédente Édition suivante
La finale de l'édition 1945 de la Coupe Memorial est présentée au Maple Leaf Gardens de Toronto, en Ontario et est disputé entre le vainqueur du trophée George T. Richardson, remis à l'équipe championne de l'est du Canada et le vainqueur de la Coupe Abbott remis au champion de l'ouest du pays.

## Équipes participantes
- Les St. Michael's Majors de Toronto de l'Association de hockey de l'Ontario, en tant que vainqueurs du trophée George T. Richardson.
- Les Canucks de Moose Jaw de la Ligue de hockey junior du sud de la Saskatchewan en tant que vainqueurs de la Coupe Abbott.

### Résultats
| Match | Vainqueur                       | Résultat | Perdant                         | Lieu                         |
| ----- | ------------------------------- | -------- | ------------------------------- | ---------------------------- |
| 1     | St. Michael's Majors de Toronto | 8-5      | Canucks de Moose Jaw            | Maple Leaf Gardens (Toronto) |
| 2     | Canucks de Moose Jaw            | 5-3      | St. Michael's Majors de Toronto | Maple Leaf Gardens           |
| 3     | St. Michael's Majors de Toronto | 5-3      | Canucks de Moose Jaw            | Maple Leaf Gardens           |
| 4     | St. Michael's Majors de Toronto | 4-3      | Canucks de Moose Jaw            | Maple Leaf Gardens           |
| 5     | St. Michael's Majors de Toronto | 7-2      | Canucks de Moose Jaw            | Maple Leaf Gardens           |

## Effectifs
Voici la liste des joueurs des St. Michael's Majors de Toronto, équipe championne du tournoi 1945 :
- Entraîneur : Joe Primeau
- Joueurs : John Arundel, John Blute, Patrick Boehmer, Les Costello, Léo Gravelle, Bob Gray, John McCormack, Ted McLean, Jim Morrison, Gus Mortson, Bob Paul, Joe Sadler, Phil Samis, Tod Sloan, Jimmy Thomson et Frank Turik.